# Dichromodes phaeoxesta
Dichromodes phaeoxesta är en fjärilsart som beskrevs av Turner 1939. Dichromodes phaeoxesta ingår i släktet Dichromodes och familjen mätare. Inga underarter finns listade i Catalogue of Life.